# Kanton Autun-Nord
Kanton Autun-Nord (francouzsky Canton d'Autun-Nord) je francouzský kanton v departementu Saône-et-Loire v regionu Burgundsko. Tvoří ho pět obcí.

## Obce kantonu
- Autun (severní část)
- Dracy-Saint-Loup
- Monthelon
- Saint-Forgeot
- Tavernay